# Chloe Chambers
Chloe Chambers (* 14. Juni 2004 in Guangdong, Volksrepublik China) ist eine US-amerikanische Rennfahrerin. Derzeit nimmt sie mit Campos Racing an der F1 Academy-Saison 2025 teil.

## Karriere

### 2020–2022: F4 USA und W Series
Im Jahr 2021 nahm Chambers für Future Star Racing an der Formel-4-Meisterschaft der Vereinigten Staaten teil. Sie beendete die Saison auf dem 26. Platz.
Vom 31. Januar 2022 bis 4. Februar 2022 nahm Chambers zusammen mit 14 anderen angehenden Fahrerinnen an einem W-Series-Test in Arizona, USA, teil. Anschließend nahm sie vom 2. bis 4. März zusammen mit 11 weiteren potenziellen und 9 automatisch qualifizierten Fahrerinnen aus der vorherigen W-Series-Saison an einem zweiten Vorsaisontest in Barcelona teil. Am 22. März 2022 wurde bestätigt, dass Chambers an der Seite von Jamie Chadwick in der W Series-Saison 2022 für Jenner Racing antreten würde. Im ersten Rennen des Miami-Double-Headers belegte Chambers den 7. Platz und überquerte als bestplatzierter Rookie die Ziellinie. Sie wurde jedoch auf den 14. Platz zurückgestuft, nachdem sie eine Strafe erhalten hatte, weil sie an der Safety-Car-Linie ihre Position nicht gehalten hatte. Im zweiten Rennen holte Chambers ihre ersten W-Series-Punkte und belegte den 10. Platz. Damit war sie der bestplatzierte Rookie. Im Verlauf der Saison konnte sie keinen weiteren Punkt einfahren und beendete die Saison auf Rang 16.
Am 17. September 2022 nahm Chambers an einem eintägigen Test der FIA-Formel-3-Meisterschaft teil und spulte 50 Runnen am Circuit de Nevers Magny-Cours ab.

### Seit 2023: FR Oceania, Porsche und F1 Academy
Chambers erzielte 2023 in der Formula Regional Oceania Championship ihren ersten Rennsieg in einem Single-Seater. Im Mai desselben Jahres kündigte Porsche an, ihr eine volle Saison in der Cayman-Klasse der Porsche Sprint Challenge North America zu finanzieren. Chambers gewann sieben der zwölf Rennen, in denen sie an den Start ging.
Am 17. Januar 2024 wurde Chambers für die F1 Academy-Saison 2024 bestätigt. In ihrer ersten Saison für Campos Racing wurde sie vom Haas F1 Team unterstützt. Chambers fuhr mehrmals auf das Podium und schaffte es in Barcelona, sich für Startplatz 2 zu qualifizieren, Pole-Sitterin Abbi Pulling am Start zu überholen und so ihren ersten Rennsieg in der Serie zu holen. In Abu Dhabi qualifizierte sie sich für alle drei Rennen für die erste Reihe und führte zwei der Rennen kurzzeitig an.
In ihrer zweiten Saison mit Campos wird Chambers von der Red Bull-Ford Akademie unterstützt. Als Vorbereitung auf die Saison absolvierte Chambers mit Campos mehrere Rennen in der Formula Winter Series.
Im Juli 2024 absolvierte Chambers erneut einen FIA-Formel-3-Test. Sie fuhr 97 Runden am Silverstone Circuit. Im November 2024 nahm sie für Andretti am Formel-E-Test für Frauen in Jarama teil.

## Persönliches
Chambers wurde im Alter von 11 Monaten von einem US-amerikanischen Paar adoptiert und wuchs im Bundesstaat New York auf. Sie begann im Alter von sieben Jahren mit dem Kartsport.
Am 21. August 2020 stellte sie den Guinness-Weltrekord für den schnellsten Fahrzeugslalom auf, indem sie 50 Kegel in 47,45 Sekunden mit einem 2020er Porsche 718 Spyder durchfuhr.
Chambers steht bei A14 Management, der Managementfirma von Formel-1-Weltmeister Fernando Alonso, unter Vertrag.

## Statistik

### Karrierestationen
- 2014–2020: Kartsport
- 2021: US-amerikanische Formel-4-Meisterschaft (Platz 26)
- 2021: FRP Eastern Pro 4 Challenge (Platz 8)
- 2022: W Series (Platz 16)
- 2023: Formula Regional Oceania Championship (Platz 9)
- 2023: Porsche Sprint Challenge North America - Cayman Pro/Am (Platz 6)
- 2024: F1 Academy (Platz 6)
- 2024: Porsche Sprint Challenge North America - Cayman Pro/Am (Platz 10)
- 2025: Formula Winter Series (Platz 30)
- 2025: F1 Academy

### Einzelergebnisse in der F1 Academy
| Jahr | 1   | 1   | 2   | 2   | 3   | 3   | 4   | 4   | 5   | 5   | 6   | 6   | 7   | 7   | 7   | Punkte | Rang |
| ---- | --- | --- | --- | --- | --- | --- | --- | --- | --- | --- | --- | --- | --- | --- | --- | ------ | ---- |
| 2024 | SAU | SAU | USA | USA | ESP | ESP | NLD | NLD | SGP | SGP | QAT | QAT | UAE | UAE | UAE | 122    | 6.   |
| 2024 | 4   | 10  | 3   | 4   | 3   | 1   | 6   | 12  | 5   | 8   | 11  | C   | 11  | 2   | 16  | 122    | 6.   |
| 2025 | CHN | CHN | SAU | SAU | USA | USA | CAN | CAN | NLD | NLD | SGP | SGP | USA | USA | USA | 53     | 3.*  |
| 2025 | 2   | 3   | 7   | 2   | 3   | C   |     |     |     |     |     |     |     |     |     | 53     | 3.*  |

* Saison läuft noch.
| Legende  | Legende            | Legende                                                          |
| Farbe    | Abkürzung          | Bedeutung                                                        |
| -------- | ------------------ | ---------------------------------------------------------------- |
| Gold     | –                  | Sieg                                                             |
| Silber   | –                  | 2. Platz                                                         |
| Bronze   | –                  | 3. Platz                                                         |
| Grün     | –                  | Platzierung in den Punkten                                       |
| Blau     | –                  | Klassifiziert außerhalb der Punkteränge                          |
| Violett  | DNF                | Rennen nicht beendet (did not finish)                            |
| Violett  | NC                 | nicht klassifiziert (not classified)                             |
| Rot      | DNQ                | nicht qualifiziert (did not qualify)                             |
| Rot      | DNPQ               | in Vorqualifikation gescheitert (did not pre-qualify)            |
| Schwarz  | DSQ                | disqualifiziert (disqualified)                                   |
| Weiß     | DNS                | nicht am Start (did not start)                                   |
| Weiß     | WD                 | zurückgezogen (withdrawn)                                        |
| Hellblau | PO                 | nur am Training teilgenommen (practiced only)                    |
| Hellblau | TD                 | Freitags-Testfahrer (test driver)                                |
| ohne     | DNP                | nicht am Training teilgenommen (did not practice)                |
| ohne     | INJ                | verletzt oder krank (injured)                                    |
| ohne     | EX                 | ausgeschlossen (excluded)                                        |
| ohne     | DNA                | nicht erschienen (did not arrive)                                |
| ohne     | C                  | Rennen abgesagt (cancelled)                                      |
| ohne     | keine WM-Teilnahme |                                                                  |
| sonstige | P/fett             | Pole-Position                                                    |
| sonstige | 1/2/3/4/5/6/7/8    | Punktplatzierung im Sprint-/Qualifikationsrennen                 |
| sonstige | SR/kursiv          | Schnellste Rennrunde                                             |
| sonstige | *                  | nicht im Ziel, aufgrund der zurückgelegten Distanz aber gewertet |
| sonstige | ()                 | Streichresultate                                                 |
| sonstige | unterstrichen      | Führender in der Gesamtwertung                                   |